# Benjamin Kogo
Benjamin Kogo   (Arwos, 30 de novembre de 1944 - Eldoret, 20 de gener de 2022) va ser un atleta kenyata, especialista en curses d'obstacles, que va competir durant la dècadad de 1960.
El 1964 va prendre part en els Jocs Olímpics d'Estiu de Tòquio, on fou el primer kenyata en disputar la cursa dels 3.000 metres obstacles del programa d'atletisme. No aconseguí classificar-se per la final. Quatre anys més tard, als Jocs de Ciutat de Mèxic, va guanyar la medalla de plata en la mateixa cursa, en finalitzar rere el seu compatriota Amos Biwott.
En el seu palmarès també destaca una medalla d'or als Jocs Panafricans de 1965 i una de bronze als Jocs de l'Imperi Britànic i de la Comunitat de 1966.
Va morir el 20 de gener de 2022, als 77 anys. L'any abans se li havia diagnosticat un càncer de pròstata.

## Millors marques
- 3.000 metres obstacles. 8' 31.6" (1967)[2][5]